# Dartmouth-Talsperre
Die Dartmouth-Talsperre ist eine große Talsperre am Mitta Mitta River im nordöstlichen Teil des australischen Bundesstaats Victoria. Sie liegt 24 km von dem Ort Mitta Mitta entfernt. Die Sperre schafft den künstlichen See Lake Dartmouth, der Wasser aus dem „High Country“ in Victoria speichert, um es im Sommer in den Mitta Mitta (und den weiter unterhalb gelegenen Lake Hume) abzulassen, von wo aus es in den größeren Murray River fließt und dort für die Bewässerung genutzt wird. Der Hauptzweck der Dartmouth-Sperre ist es, den Wasserstand im Lake Hume konstant zu halten. Von hier wird Wasser bis nach New South Wales und South Australia geliefert.

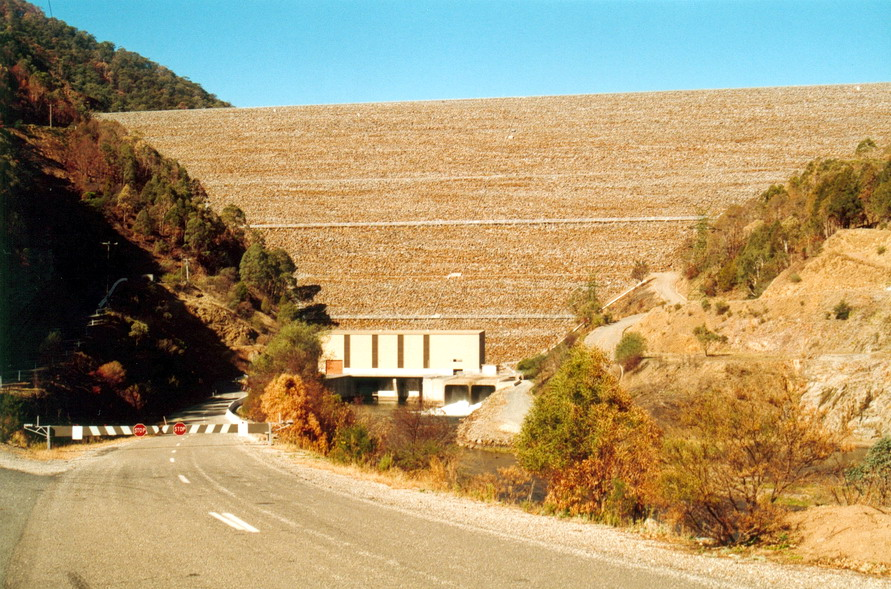
Staudamm

Der Staudamm ist aus einem Erdkern mit beidseitigen Felsschüttungen aufgebaut und ist 180 m hoch. Damit ist er die höchste Talsperre in Australien und auch die höchstgelegene. Der Stausee hat einen Speicherraum von 3906 Mio. m³; er ist der größte in Victoria. Bei Normalbetrieb kann er einen maximalen Abfluss von ungefähr 10.000 Mio. Ltr. pro Tag ablassen, das sind umgerechnet 116 m³/s. Die Zufluss- und Abflusskapazitäten der Talsperre sind relativ gering, bezogen auf seine Größe. Das hat zur Folge, dass der Wasserspiegel auch nur in engen Grenzen schwanken kann, verglichen mit anderen Talsperren am Murray und seinen Nebenflüssen. Für die Wasserfläche gibt es unterschiedliche Angaben: 62, 79 oder 97 km². Die Uferlinie ist 50 km lang.
Seit seiner Fertigstellung 1979 ist die Talsperre nur zweimal übergelaufen, einmal 1998 und noch einmal (wahrscheinlich) 1999. Der Überlauf 1998 kam durch einen Unfall zustande, bei dem zwei Stahlträger in die (unbeaufsichtigte) Turbine des Wasserkraftwerks eindrangen, die an der Talsperre installiert ist und deren Generator 200 MW leistet. Durch die einwirkenden Kräfte wurden das Krafthaus und die Kontrolleinrichtungen stark beschädigt, wodurch es unmöglich wurde, das Wasser des fast vollen Stausees kontrolliert abzulassen. Man improvisierte und installierte schnell große Rohre über die Hochwasserentlastung hinweg, um das Wasser nach dem Heberprinzip heraus zu leiten. Aber der Zufluss war, bedingt durch einen ungewöhnlich nassen Frühling, so groß, dass der Damm sowieso überspült worden wäre. Das führte zu einer spektakulären Wasserkaskade über die großen Felsstufen, die entstanden, als das Dammmaterial von den Talwänden abgetragen wurde. - Eine spätere Untersuchung hat nicht klären können, wie die Stahlträger dorthin gekommen waren.
Der Dartmouth-Stausee ist der Speicher, der im River-Murray-System am weitesten flussaufwärts liegt. Er enthält 44 % des gesamten Wassers dieses Flusssystems. Sein Einzugsgebiet liegt vollständig in Victoria. Es liegt teilweise über 1400 m hoch an den Berghängen des Mount Hotham und des Mount Bogong, so dass Niederschläge dort auch als Schnee fallen. Die Wasserqualität ist sehr gut.